# Piye
Piye was een koning van Koesj en farao van de 25e dynastie van Egypte. 

## Biografie
Py(anch)i (747-716 v.Chr.) was een koning die vanuit zijn hoofdstad Napata regeerde over Koesj in het huidige Soedan. Hij volgde Kashta op, die erin geslaagd was zijn invloed in Thebe te versterken.

### Verovering van Egypte
In de periode van Piye's regering was Egypte onderverdeeld in drie rivaliserende vorstendommen: de 22e dynastie van Egypte met farao Sjosjenq V en later Osorkon V, de 23e dynastie van Egypte met farao Peftjaoe'awybast en de 24e dynastie van Egypte met farao Tefnachte. Van deze zwakte maakte Piye gebruik om Egypte met zijn legers binnen te vallen en Opper-Egypte grotendeels te veroveren.
Als reactie hierop ging Tefnachte van Saïs een coalitie aan met de vorsten van de Nijldelta, trok met zijn leger zuidwaarts en belegerde Heracleopolis Magna. De heerser van deze stad, Peftjaoe'awybast, smeekte Piye nu voor hulp. Als antwoord hierop marcheerde Piye noordwaarts en overwon Tefnachte bij Heracleopolis (730 v.Chr.) waarbij hij ook de steden Hermopolis en Memphis veroverde. Door deze overwinning sloten de koningen van de Nijldelta, waaronder Sjosjenq V en Peftjaoe'awybast zich bij Piye aan. Tefnachte verklaarde dat hij overwonnen was hoewel hij weigerde materiële bijdragen te geven aan de nieuwe vorst, en hij vluchtte naar een eiland in de Delta waar hij werd opgevolgd door Bocchoris.
Tevreden van zijn overwinningen ging Piye terug naar Koesj om nooit meer naar Egypte terug te keren. Hierdoor konden zijn vazallen Peftjaoe'awybast, Osorkon V en vooral Tefnachte vrij doen wat ze wilden zonder controle van de Koeshitische heerser. Aan deze onstabiele situatie werd door zijn opvolger Shabaka een eind gemaakt door de verovering van Saïs.

### Verdere leven
Piye vergeleek zichzelf graag met de farao Thoetmosis III van het Nieuwe Rijk vanwege zijn militaire successen en nam diens troonnaam Menchperre aan samen met Usimare en Sneferre.
Er is een tablet teruggevonden dat verwijst naar het 27e regeringsjaar van Piye, waardoor zijn regeringstijd waarschijnlijk tussen de 27 en 35 jaar duurde, waarvan hij de eerste 20 jaar waarschijnlijk enkel over Koesj regeerde.
Na Piye's dood werd Shabaka farao over Egypte.

## Bouwwerken
- Zijn piramide in El-Kurru waar hij naast zijn favoriete paarden werd begraven
- Stelae in Gebel Barkal